# Качук, Светлана Павловна
Светлана Павловна Качук (в девичестве — Фролова; род. 27 июля 1957 года, Тамбов, СССР) — советская конькобежка. 3-кратная бронзовый призёр (1982, 1983, 1986) чемпионата СССР в абсолютном зачёте, серебряный призёр (1983 - 1500 м, 1986, 1987 - 500 м), бронзовый призёр (1981, 1983, 1986 - 3000 м, 1982 - 1500 м, 1988 - 1000 м), рекордсменка СССР. Мастер спорта СССР международного класса (1979). Выступала за команду ВФСО "Динамо" (Ленинград).

## Биография
Светлана Фролова родилась в Тамбове, где и начала свою спортивную карьеру. В 1975 году 18-летняя девушка поступила в ленинградский Государственный институт физической культуры имени П. Ф. Лесгафта, и стала тренироваться в детской спортивной школе «Динамо» у заслуженного тренера СССР Юрия Матвеевича Чистякова.
В январе 1976 года на всесоюзном чемпионате "Динамо" она стала первой в комбинации спринта, выиграв три дистанции. Первым крупным успехом молодой ленинградки стала победа на первенстве СССР среди девушек старшего возраста в феврале на дистанциях 1500, 3000 метров и только падение на 1000 метров не позволило ей стать первой в многоборье, уступив 1-е место Татьяне Коваленко. А через месяц на первенстве РСФСР в Коломне среди девушек она выиграла 1000 метров и в сумме многоборья поднялась на первое место.
В том же 76-м Светлана вошла в молодёжную сборную СССР, стала абсолютной чемпионкой Ленинграда среди взрослых. В декабре 1977 года участвовала в Херенвене на матче женских сборных Голландия - СССР и выиграла "бронзу" в сумме многоборья среди юниорок.
В 1978 году дела у 21-летней спортсменки на дорожке шли скверно. Решила бросить спорт, тем более вышла замуж за её тренера Виктора Качука. Стала вести хозяйство, да и в институте имени Лесгафта на третьем курсе ей забот хватало. Однако благодаря мужу стала тренироваться и вернулась к соревнованиям.
В декабре 1979 года на всесоюзных соревнованиях в Алма-Ате Качук выиграла многоборье, при этом на дистанции 3000 метров пробежала выше мирового рекорда - 4:27,02 сек. В 1980 году Светлана дебютировала на чемпионате СССР спринтерском многоборье, но финишировала только во втором десятке. 
В январе 1981 года на чемпионате СССР в классическом многоборье впервые попала на подиум, финишировав на 3-м месте в забеге на 3000 метров, а в абсолютном зачёте заняла 4-е место. Через две недели на дебютном европейском первенстве в Херенвене заняла 7-е место в сумме многоборья. В феврале Качук участвовала на чемпионате мира в Квебеке, заняв 3-е место на 500 метров и в многоборье заняла 8-е место. В конце марта на зимней Спартакиаде народов РСФСР стала первой в забеге на 3000 метров.
В 1982 году она наконец стала бронзовым призёром в абсолютном зачёте на чемпионате СССР в Москве, при этом добежала до третьего места в забеге на 1500 метров. На чемпионате Европы в Херенвене заняла 11-е место. В феврале на соревнованиях на приз им. Кирова стала лучшей по сумме многоборья. 
Следующий год также стал для неё успешным. В январе стала серебряным призёром в многоборье на чемпионате РСФСР, далее на первенстве страны в Дивногорске выиграла "серебро" на 1500 метров и "бронзу" на 3000 метров и в многоборье. На чемпионате Европы финишировала 6-й , на чемпионате мира на 5-м месте. 
В январе 1984 года Качук на чемпионате Европы в Алма-Ате выступила не очень удачно, заняв 9-е место в абсолютном зачёте. В конце января участвовала на всесоюзных соревнованиях, где проходил отбор на Олимпиаду - 84, она заняла 1-е место на дистанции 3000 метров, но в состав сборной не прошла. Сезон 1984/85 Светлана пропустила, родила ребёнка, а в декабре 1985 года сразу стала бронзовым призёром в абсолютном зачёте на чемпионате СССР в Москве, заняв 2-е место на 500 метров и 3-е на 3000 метров. 
В январе 1986 года заняла 5-е место в комбинации спринта на чемпионате СССР. В феврале на зимней Спартакиаде Ленинграда она одержала победы на 500, 1500 и 3000 метров, а в марте на зимней Спартакиаде народов СССР Качук выиграла серебряную медаль в забеге на 1500 метров и бронзовую на 1000 метров. В декабре 1986 года на первенстве СССР в многоборье финишировала второй на дистанции 500 метров. 
В 1988 году выиграла "бронзу" на первенстве СССР в забеге на 1000 метров и в том же завершила карьеру спортсменки. Работала инструктором-методистом в ВФСО "Динамо".
В 1997 году эмигрировала в Новую Зеландию и поселилась в городе Тауранга